# Rosochate Nartołty
Rosochate Nartołty – wieś w Polsce położona w województwie podlaskim, w powiecie wysokomazowieckim, w gminie Czyżew. Położona nad rzeką Brok Mały.
W latach 1975–1998 miejscowość administracyjnie należała do województwa łomżyńskiego.
Wierni kościoła rzymskokatolickiego należą do parafii św. Doroty w Rosochatem Kościelnem.

## Historia
Miejscowość wymieniona w dokumencie z 1452 roku – dobra Rosochate Nartułty w ziemi nurskiej, powiecie nurskim.
W roku 1827 w miejscowość liczyła 26 domów i 185. mieszkańców. Pod koniec XIX w. należała do Powiatu ostrowskiego, gmina Dmochy-Glinki, parafia Rosochate – 10 domów i 73. mieszkańców (drobna szlachta).
W 1921 r. naliczono tu 17 budynków z przeznaczeniem mieszkalnym oraz 113 mieszkańców (63. mężczyzn i 50 kobiet). Wszyscy podali narodowość polską.

## Obiekty zabytkowe
- krzyż przydrożny, żeliwny z 1883 r[11].